# Baboulin
 (janvier 2013).
Si vous disposez d'ouvrages ou d'articles de référence ou si vous connaissez des sites web de qualité traitant du thème abordé ici, merci de compléter l'article en donnant les références utiles à sa vérifiabilité et en les liant à la section « Notes et références ».
Baboulin est une entreprise française fondée dans les années 1980 par le pilote de courses de côte René Baboulin. Spécialisée initialement dans l'importation de marques automobiles telles qu'Abarth, Santana et Subaru, elle s'est surtout fait connaître pour la production de buggys « Made in France » aux couleurs bleu, blanc et rouge. Installée à Vizille (Isère), la société s’est ensuite orientée vers la fabrication de véhicules médicaux et paramédicaux. Les buggys Baboulin sont aujourd'hui recherchés par les collectionneurs.

## Historique
La société à responsabilité limitée (SARL) René Baboulin est créée dans les années 1980 par René Baboulin. L’entreprise a notamment été importatrice des marques Abarth, Santana et Subaru. Elle contribue au développement du buggy en France, en produisant des modèles aux couleurs nationales.  
La société s’installe par la suite à Vizille et se spécialise dans les véhicules médicaux et paramédicaux.

## Années 2010
Avec le regain d’intérêt pour les véhicules de collection dans les années 2010, les buggys Baboulin connaissent un renouveau. Les modèles originaux bleu-blanc-rouge deviennent particulièrement recherchés sur le marché de l’occasion.
À la suite du décès de René Baboulin, son fils Thierry reprend la direction de l’entreprise, recentrant l’activité sur les véhicules adaptés aux personnes handicapées et sur les vélos électriques.

### 2013
En mai 2013, une rencontre de collectionneurs de buggys Baboulin est organisée à Vizille, réunissant près de 40 véhicules.

### 2015
En février 2015, à Valence, un modèle « Bab-buggy évolution » est présenté, intégrant des modifications de coque et de mécanique pour une utilisation tout-terrain.
En juin 2015, une nouvelle réunion de buggys Baboulin a lieu sur le site de la « Vallée bleue » en Isère, spécialisé dans les épreuves de trial 4x4. Environ quarante véhicules participent à cet événement.